# Stiftung Schönau
Die Stiftung Schönau ist ein Immobilienunternehmen mit Sitz in Heidelberg. Als wirtschaftlich agierendes Unternehmen der Evangelischen Landeskirche in Baden in der Rechtsform einer kirchlichen Stiftung des öffentlichen Rechts erzielt die Stiftung Schönau aus ihrem Vermögen Erlöse durch die Vergabe von Erbbaurechten, aus Vermietung, Verpachtung, Investitionen in Immobilienanlagen und Forstwirtschaft. Aufgabe der Stiftung ist die professionelle Bewirtschaftung ihres Vermögens. Die Erträge fließen gemäß Stiftungszweck zu einem überwiegenden Teil direkt der Evangelischen Landeskirche in Baden zu und finanzieren kirchliches Bauen und Pfarrstellen.
Die Stiftung Schönau ist seit dem 1. Januar 2023 rechtlich selbständig und Rechtsnachfolgerin der ehemaligen „Evangelische Stiftung Pflege Schönau“ (ESPS) sowie der „Evangelische Pfarrpfründestiftung Baden“ (EPSB). Beide Stiftungen haben fusioniert. Alle bestehenden Verträge gelten unverändert weiter, auch der Stiftungszweck bleibt davon unberührt.
Die Wurzeln der Stiftung Schönau reichen bis ins Jahr 1560 zurück. Das ursprüngliche Stiftungsvermögen stammt aus dem ehemaligen Zisterzienserkloster in Schönau bei Heidelberg. sowie den „Pfarrpfründen“ der ehemals selbstständig wirtschaftenden badischen Pfarreien. Seit jeher folgten die Stiftung Schönau und ihre rechtlichen Vorgänger dem Leitgedanken, ihr Handeln auf Dauer anzulegen sowie nachhaltig und verantwortungsvoll zu wirtschaften. Die Stiftung Schönau beschäftigt rund 85 Mitarbeitende und ist eine der ältesten Institutionen Heidelbergs.

## Stiftungszweck

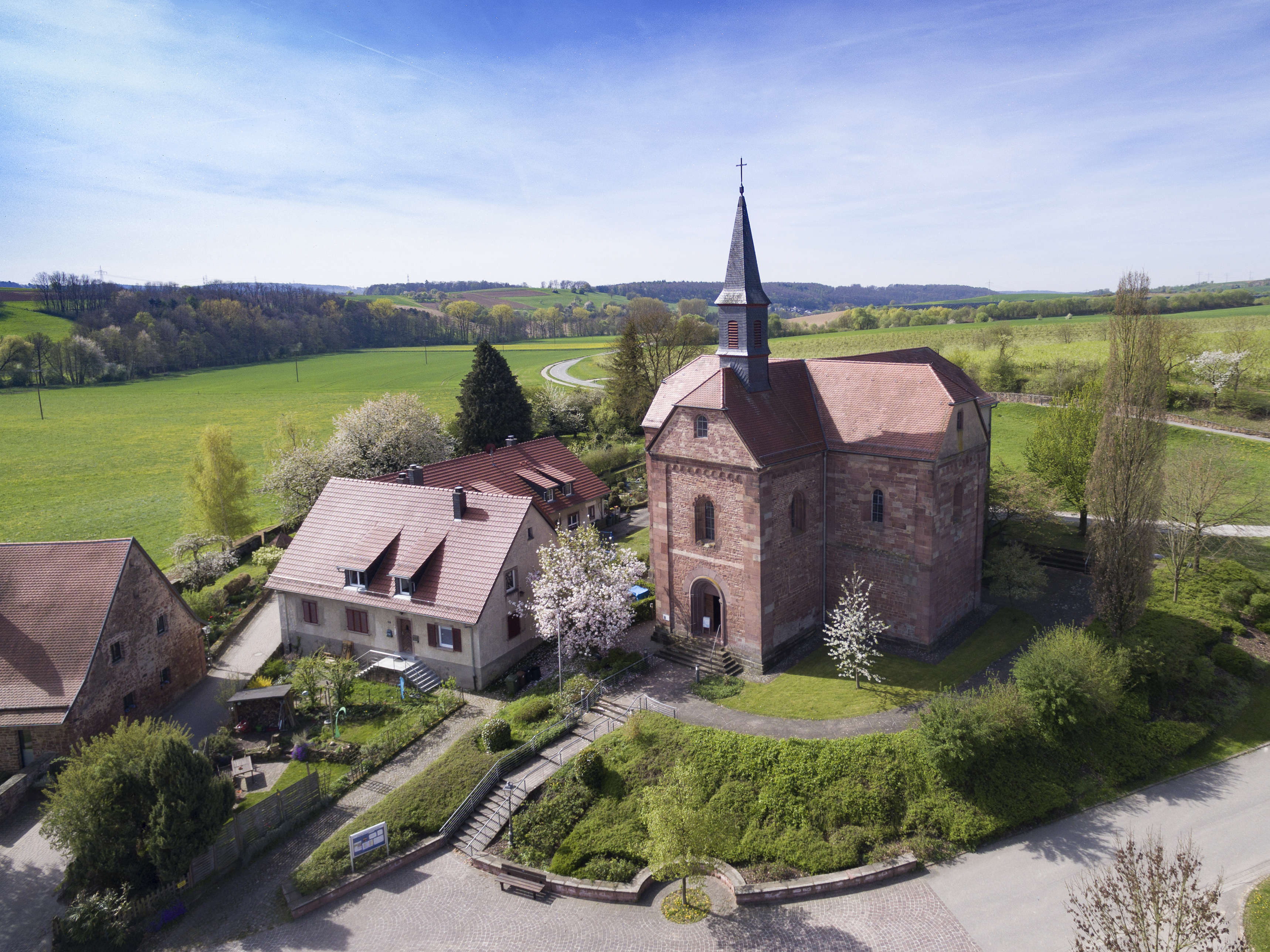
Die Erträge der Stiftung Schönau fließen zu einem überwiegenden Teil direkt in den Haushalt der Evangelischen Landeskirche in Baden und finanzieren kirchliches Bauen und Pfarrstellen.

Aus rund 21.000 Erbbau- und Pachtverträgen, Beteiligungen an Immobilienfonds, der Vermietung von rund 900 Wohnungen sowie der Bewirtschaftung von 7.600 Hektar Wald erzielt die Stiftung Schönau Erlöse, um ihren Stiftungszweck zu erfüllen.
Aufgabe der Stiftung ist die professionelle Bewirtschaftung ihres Vermögens. Für 85 Kirchen und 41 Pfarrhäuser in Baden ist die Stiftung Schönau direkt bauunterhaltungspflichtig. Der weitaus größere Teil ihrer Erträge fließt über die Landeskirche den Kirchengemeinden zu und finanziert kirchliches Bauen und Pfarrstellen. Durch die finanzielle Unterstützung der Stiftung Schönau werden Kirchenräume bewahrt und verschönert sowie gemäß den Bedürfnissen der Menschen in den Kirchengemeinden weiterentwickelt. Damit leistet die Stiftung Schönau einen Beitrag zu einer lebendigen und zukunftsfähigen Kirche. Die Stiftung gibt ihre Überschüsse durch die Finanzierung gemeinwohlorientierter, kirchlicher Projekte in vollem Umfang an die Gesellschaft zurück.
Im Jahr 2021 hat die Stiftung Schönau für ihren Stiftungszweck rund 31 Millionen Euro aufgewendet. Dazu zählen gemäß Satzung sämtliche betrieblichen Aufwendungen sowie die Aufwendungen zur unmittelbaren Erfüllung des Stiftungszwecks in Höhe von 18 Millionen Euro. Dieser Betrag setzt sich zusammen aus den direkten Bauunterhaltsverpflichtungen in Höhe von 2 Millionen Euro und der Zuweisung an die Landeskirche in Höhe von rund 16 Millionen Euro.

## Geschäftsbereiche
Die Stiftung Schönau ist in vier Geschäftsbereichen auf dem Immobiliensektor aktiv:

### Grundstücke
Mit über 13.000 Erbbaurechtsverträgen gehört die Stiftung Schönau bundesweit zu den führenden Erbbaurechtsausgebern. In der Metropolregion Rhein-Neckar sind mehr als zwei Drittel der Erbbaurechte der Stiftung gelegen. Weitere finden sich im Neckar-Odenwald-Kreis, in Pforzheim und Karlsruhe sowie im Schwarzwald. Vor allem in Ballungsräumen sind Baugrundstücke im Erbbaurecht wegen des geringeren Eigenkapitaleinsatzes als Alternative zum Grundstückskauf beliebt. Daneben werden rund 6.000 ha der stiftungseigenen Grundstücke landwirtschaftlich genutzt und dienen der regionalen Erzeugung von Nahrungs- und Futtermitteln. Sie sind in rund 8.000 Pachtverträgen an mittelständische bäuerliche Betriebe verpachtet. Wie die Stiftungswälder erfüllen auch die landwirtschaftlichen Pachtflächen eine wichtige gesellschaftliche Funktion, denn sie sind Lebensgrundlage für bäuerliche Betriebe und dienen der Erzeugung von Lebensmitteln für die Menschen in der Region.

### Immobilienfonds
Die Stiftung Schönau investiert seit 2009 auch in indirekte Immobilienanlagen. Anlageobjekte sind Gewerbe- und Wohnimmobilien im zentral- und nordeuropäischen Raum. Die Stiftung diversifiziert so ihr Vermögen weiter und partizipiert am wirtschaftlichen Potential anderer europäischer Wirtschaftsregionen.

### Wohnimmobilien

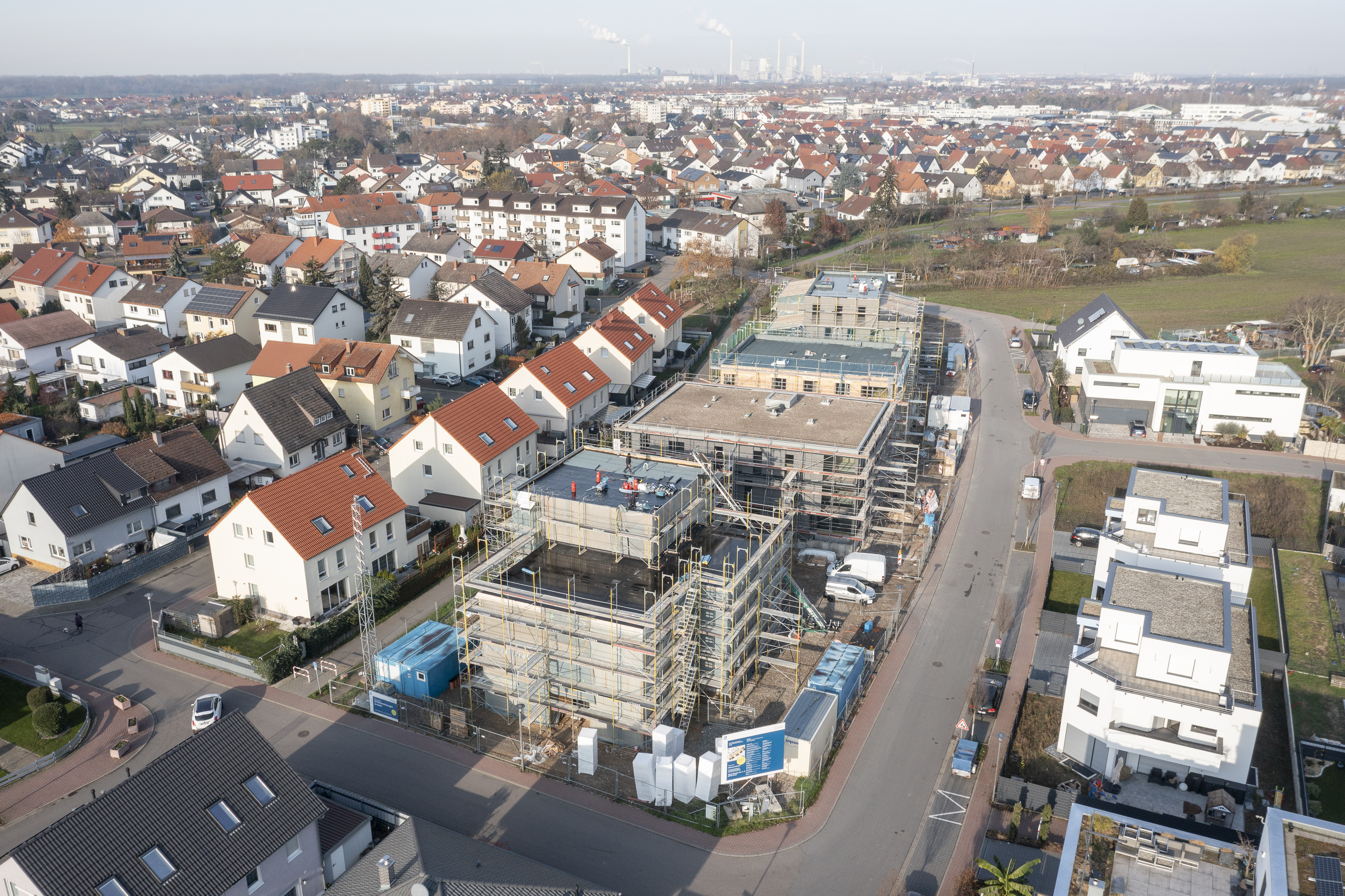
In Brühl bei Heidelberg baut die Stiftung 39 Mietwohnungen in Holzbauweise

Die Stiftung Schönau besitzt rund 900 Wohn- und Gewerbeeinheiten in den badischen Zentren Mannheim, Heidelberg, Karlsruhe und Freiburg. Das Spektrum der Wohnimmobilien reicht von der Jugendstilvilla bis zum Neubau, vom Einfamilien- bis zum Mehrparteienhaus. Damit stellt die Stiftung leistbaren Wohnraum für einen breiten Interessentenkreis zur Verfügung. Als Unternehmen der Evangelischen Landeskirche in Baden ist sich die Stiftung dabei ihrer sozialen Verantwortung bewusst. Um den regionalen Wohnungsmarkt stärker für durchschnittliche Einkommen zugänglich zu machen, versucht die Stiftung Schönau bei ihren Neubauprojekten verstärkt das Instrument des geförderten Wohnraums einzusetzen.
Auch beim Neubau von Wohnraum stehen Nachhaltigkeitsaspekte gleichberechtigt neben betriebswirtschaftlichen Erwägungen. Ein Beispiel dafür ist die Errichtung eines Wohnquartiers in Holzbauweise in Brühl. Bei der aufwendigen Planung wurde unter anderem der gesamte Lebenszyklus der Gebäude betrachtet, insbesondere im Hinblick auf die „Graue Energie“ der Baustoffproduktion, der Betriebs- sowie der Recyclingphase.

### Forst
Mit rund 7.600 ha ist die Stiftung Schönau die größte körperschaftliche Waldbesitzerin in Baden-Württemberg. Seit 1999 ist der Wald PEFC-zertifiziert. Die Forstgebiete verteilen sich auf den südlichen Odenwald, den nördlichen Kraichgau sowie den mittleren Schwarzwald. Die größten Risiken für den Baumbestand der Stiftung ist der Klimawandel und die damit verbundene Trockenheit sowie massenhaft auftretende Schädlinge. Die Stiftung Schönau arbeitet daran, ihre Wälder resistenter gegen die Auswirklungen des Klimawandels zu machen. Die Förster der Stiftung bauen den Baumbestand schrittweise um und pflanzen bevorzugt klimatolerantere Baumarten wie Douglasie, Tanne, Eiche und versuchsweise auch Baumhasel.
Die Stiftung bietet Jugendgruppen, Schulklassen und Kindergartengruppen Waldführungen und Walderlebnisaktionen mit dem eigens dafür konzipierten Waldmobil an. Damit soll Kindern und Jugendlichen die Bedeutung des Lebensraumes Wald sowie ökologische Zusammenhänge nähergebracht und gezeigt werden, wie der Rohstoff Holz nachhaltig produziert wird. Die Aktionen werden von zertifizierten Waldpädagogen in Waldgebieten der Stiftung Schönau veranstaltet.
Darüber hinaus ist sich die Stiftung Schönau auch ihrer gesellschaftlichen Verantwortung, ganz im Sinne von nachhaltigem Wirtschaften und dem Bewahren der Schöpfung, bewusst. Der naturnah bewirtschaftete Stiftungswald steht den Menschen der Region als Schutz- und Erholungsraum zur Verfügung. Auf rund 74 ha Wald erhält die Stiftung zudem wertvolle Biotope. Die naturnahe Bewirtschaftung, die waldpädagogischen Aktivitäten sowie der Nutzen als Schutz- und Erholungsraum resultieren aus dem nachhaltigen und unternehmerisch verantwortlichen Handeln der Stiftung Schönau.

## Geschichte
Die Wurzeln der Stiftung Schönau reichen mehr als 460 Jahre zurück. Nach Auflösung des ehemaligen Zisterzienserklosters in Schönau bei Heidelberg wird 1560 im Zuge der Reformation für das Klostervermögen ein Verwalter bestellt: Die „Pflege Schönau“ („Pflege“ ist hier im Sinne einer zivilrechtlichen Pflegschaft resp. einer administrativen Pflege gebraucht) als Verwaltungsstellte erhält schon damals ihren Sitz in Heidelberg. Danach arbeitet die kirchliche Vermögensverwaltung bis Anfang des 18. Jahrhunderts unter wechselnden Bezeichnungen, aber konfessionsübergreifend. Unter dem Eindruck von Reformation und Gegenreformation erfolgt im Jahr 1803 endgültig die Aufteilung des Vermögens auf die reformierte und die katholische Kirche. Die Pflege Schönau wird den „Reformierten“ zugeschlagen. Mit der Vereinigung der lutherischen und reformierten Kirchen in der Badischen Union von 1821 wird die dauernde Erhaltung und Zweckbestimmung des gemeinsamen Vermögens auf den „Unterländer Evangelischer Kirchenfonds“ übertragen.
Im Jahr 1881 wird der Evangelischen Zentralpfarrkasse die Verwaltung der evangelischen Pfarrpfründen in Baden übertragen. Sie übernimmt damit die gesetzliche Vertretung und Verwaltung des „Pfründegutes“ von 475 vormals selbstständigen evangelischen Pfarreien, also von örtlichem Kirchengut, das der Besoldung des jeweiligen Pfarrers gewidmet ist.
Am 1. Juli 2003 werden die beiden Stiftungen „Unterländer Evangelischer Kirchenfonds“ und „Evangelische Zentralpfarrkasse“ rechtlich selbständig. Die Stiftungen werden in diesem Zug auch umbenannt. „Der Unterländer Evangelische Kirchenfonds“ trägt künftig den Namen „Evangelische Stiftung Pflege Schönau“ (ESPS). Die „Evangelische Pfarrpfründestiftung Baden“ (EPSB) ist rechtliche Nachfolgerin der „Evangelische Zentralpfarrkasse“.
Im Jahr 2020 wird die „Stiftung Schönau“ als Dachmarke für die ESPS und die EPSB eingeführt. Zum 1. Januar 2023 fusionieren dann beide Stiftungen in eine gemeinsame Stiftung. Damit wird die bisherige Dachmarke zum offiziellen Namen. Alle bestehenden Verträge gelten unverändert weiter, auch der Stiftungszweck bleibt davon unberührt.

## Gegenwart
Das Jahr 2003 markierte mit der rechtlichen Selbständigkeit der „Evangelische Stiftung Pflege Schönau“ den Startschuss zu einer grundlegenden Modernisierung. Jahrhundertelang wurde das kirchliche Vermögen mit dem Schwerpunkt auf Grundstücken und Forst mehr oder weniger nur verwaltet. Die Evangelische Landeskirche in Baden sowie Vorstand und Stiftungsrat der Stiftung hatten erkannt, dass die Herausforderungen der Zukunft und die zukünftige Erfüllung des Stiftungszwecks nur mit modernen Methoden möglich sind. In wenigen Jahren wurde deshalb die kaufmännische Rechnungslegung eingeführt und eine moderne Organisation samt leistungsfähiger IT-Prozesse geschaffen.
Der vor einigen Jahren initiierte Markenprozess fand am 1. Januar 2023 seinen Abschluss in der Fusion der ESPS und der EPSB in eine neue Stiftung mit dem Namen „Stiftung Schönau“. Damit soll die Kernkompetenz der Stiftung noch stärker herausgestellt werden: die professionelle Vermögensverwaltung ohne karitativen Auftrag [3]. Die Neuausrichtung der Stiftung einschließlich einer geschärften Darstellung nach außen und innen sowie die schlussendlich erfolgte Fusion sind wichtige Schritte, um das Vermögen für kommende Generationen zu sichern und auch künftig zuverlässig kirchliches Leben in der Evangelischen Landeskirche in Baden zu unterstützen.

## Organe

Ingo Strugalla, Geschäftsführender Vorstand

Die Organe der Stiftung Schönau sind der Geschäftsführende Vorstand Ingo Strugalla und der Stiftungsrat. Der Vorstand führt die Geschäfte der Stiftung in eigener Verantwortung und trägt gegenüber dem Stiftungsrat und der Stiftungsaufsicht die Verantwortung für die satzungsgemäße Erfüllung des Stiftungszwecks und die ordnungsgemäße Verwaltung des Stiftungsvermögens nach der Satzung und nach dem kirchlichen und staatlichen Stiftungsgesetz.
Der Stiftungsrat besteht aus Vertreterinnen und Vertretern der Landessynode und des Evangelischen Oberkirchenrates sowie aus juristisch oder wirtschaftlich kundigen Mitgliedern, die nicht hauptamtlich für die Evangelische Landeskirche in Baden tätig sind. Der Stiftungsrat beschließt über alle Angelegenheiten von grundsätzlicher Bedeutung für die Stiftung und nimmt die nach dem Stiftungsgesetz Baden-Württemberg eingeräumten Rechte wahr.